# Daniel Lobo
Daniel Lobo Fernandes (Rio de Janeiro, 7 de fevereiro de 1973 – Tubarão, 24 de março de 2016) foi um ator brasileiro. Foi o terceiro e último ator a interpretar o personagem Pedrinho na primeira versão do Sítio do Picapau Amarelo da Rede Globo. Morreu em 2016, aos 43 anos vítima de um câncer no aparelho digestivo.

## Filmografia

### Televisão
| Ano       | Programa/novela           | Papel     | Fonte |
| --------- | ------------------------- | --------- | ----- |
| 1985-1986 | Sítio do Picapau Amarelo  | Pedrinho  | [ 1 ] |
| 1987      | Bambolê                   |           |       |
| 1990      | Desejo                    | Afonsinho |       |
| 1994      | 74.5 Uma Onda no Ar       | Neco      |       |
| 1994      | Confissões de Adolescente |           |       |
| 2002      | Esperança                 | Felipe    |       |
| 2008      | Beleza Pura               | Miguel    |       |